# Gerenciamento de dispositivos móveis
Gerenciamento de dispositivos móveis (português brasileiro) ou gestão de dispositivos móveis (português europeu) (do inglês mobile device management – MDM) é um termo da indústria para a administração de dispositivos móveis, como smartphones, tablets, laptops e computadores desktops. O MDM é normalmente implementado com o uso de um produto de terceiro que possui recursos de gerenciamento para fornecedores particulares de dispositivos móveis.
Um sistema de gerenciamento de dispositivos móveis protege, monitora, gerencia e suporta dispositivos móveis implantados por operadoras de telefonia móvel, provedores de serviços e empresas. Geralmente inclui funcionalidades de distribuição de aplicativos OTA (over-the-air), dados e definições de configuração para todos os tipos de dispositivos móveis, incluindo telefones celulares, smartphones, tablets, computadores móveis robustos, impressoras móveis, dispositivos móveis POS, etc. Isso se aplica a ambos os dispositivos de propriedade da empresa ou de propriedade dos seus empregados, no ambiente corporativo, ou dispositivos móveis de consumidores. 
Ao controlar e proteger os dados e definições de configuração para todos os dispositivos móveis na rede, MDM pode reduzir muito os custos de suporte e os riscos do negócio. A intenção do MDM é otimizar a funcionalidade e a segurança de uma rede de comunicação móvel e minimizar o custo e o tempo de inatividade 
Com dispositivos móveis se tornando onipresentes e aplicações inundando o mercado, o monitoramento móvel está crescendo em importância. Muitos fornecedores ajudam os fabricantes de dispositivos móveis, portais de conteúdo e desenvolvedores, a testar e monitorar a entrega de seu conteúdo móvel, aplicações e serviços. Este teste de conteúdo é feito em tempo real, simulando a ação de milhares de clientes para detectar e corrigir erros nas aplicações.

## Implementação
Tipicamente soluções incluem um componente servidor, que envia os comandos de gerenciamento para dispositivos móveis, e um componente cliente, que roda no aparelho e recebe e executa os comandos de gerenciamento. Em alguns casos, um único fornecedor pode fornecer tanto o cliente como o servidor. Em outros, o cliente e o servidor virão de fontes diferentes.
A gestão de dispositivos móveis tem evoluído ao longo do tempo. No início, era necessário se conectar ao aparelho ou instalar um SIM, a fim de fazer alterações e atualizações. A escalabilidade era um problema.
Um dos próximos passos foi o de permitir que um cliente inicie a atualização, semelhante a quando um usuário solicita um Windows Update.
Uma central de gerenciamento remoto, enviando comandos remotamente, é o próximo passo. Um administrador da operadora de telefonia móvel, uma empresa de TI do data center ou um OEM aparelho pode usar um console administrativo para atualizar ou configurar um dispositivo, ou um grupo de dispositivos. Isto, obviamente, fornece benefícios de escalabilidade particularmente útil quando a frota de dispositivos gerenciados é grande em quantidade.
Funcionalidade central inclui: 
- FOTA – Atualização de Firmware over-the-air
- Instalação de Software
- Configuração e provisionamento
- Segurança e aplicação de políticas corporativas
- Solução de problemas e ferramentas de diagnóstico
- Controle Remoto e Administração
- Rastreamento GPS e mapeamento de rotas
- Backup / Restore
- Uso de Rede e Suporte
- Rastreamento e gestão de bens móveis
- Bloqueio e Wipe remotos
- Log e Relatórios

## Benefícios do investimento em MDM
O MDM pode trazer benefícios para a empresa:
- Diminuir os recursos financeiros gastos com o uso de dados indevidos. Muitos usuários usam aplicativos que consomem a franquia contratada, e muitas vezes com coisas pessoais e não com o trabalho em si;
- Proteger os dispositivos de ataques cibernéticos;
- Impedir que usuários mal intencionados divulguem informações sigilosas da empresa;
- Aumentar a confiança dos clientes e fornecedores que sabem que a empresa está protegida;

## Especificações de gerenciamento de dispositivos
O Open Mobile Alliance (OMA) especificado um independente de plataforma protocolo de gerenciamento de dispositivo chamado
Dispositivo OMA Gestão. A especificação atende às definições comuns de um padrão aberto, o que significa a especificação está disponível gratuitamente e implementável. É apoiado por vários dispositivos móveis, como PDAs e telefones celulares 

## Pelo ar
Capacidades Over-the-Air (OTA) são consideradas um componente principal do operador de rede móvel e de nível empresarial de software de gestão de dispositivos móveis. Estas capacidades incluem a capacidade de configurar remotamente um único dispositivo móvel, uma frota inteira de dispositivos móveis ou qualquer conjunto de TI-definido de dispositivos móveis; enviar atualizações de software e OS; remotamente bloquear e limpar um dispositivo que protege os dados armazenados no dispositivo quando ele for perdido ou roubado, e solução remota de problemas. Comandos OTA são enviados como um binário SMS mensagem. Binários SMS é uma mensagem incluindo dados binários. .
Software de gerenciamento de dispositivos móveis permite que departamentos de TI corporativos de forma proativa e sistematicamente controlar o universo crescente de dispositivos móveis utilizados em toda a empresa e, posteriormente, over-the-air capacidades estão em alta demanda. Empresas que utilizam OTA SMS como parte de sua infraestrutura de qualidade MDM alta demanda no envio de mensagens OTA, o que impõe a fornecedores de gateway SMS para oferecer um alto nível de qualidade e confiabilidade.